# Jäckelchen

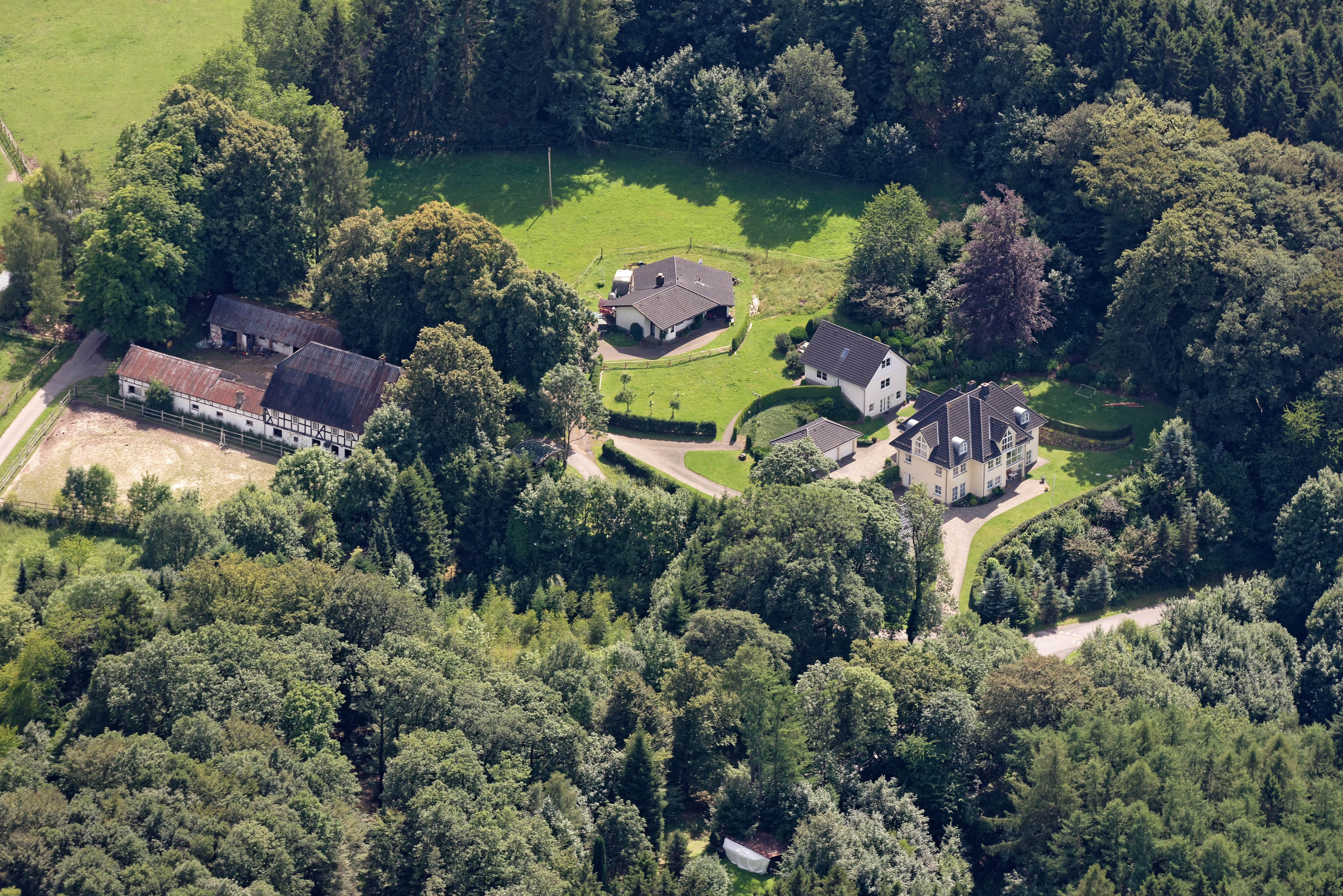
Luftaufnahme von dem Attendorner Ortsteil Jäckelchen

Jäckelchen ist ein Ortsteil der Stadt Attendorn im Kreis Olpe (Nordrhein-Westfalen) und hat 8 Einwohner (Stand 30. Juni 2024).

## Geographie
Jäckelchen liegt in Attendorn auf einem Sattel des Höhenzuges zwischen Veischede- und Repetal in 515 Metern Höhe ü. NN. Über diesen Gebirgszug führt der alte „Römerweg“, eine Fernstraße von Bonn kommend.

## Geschichte
Der Wohnplatz Jäckelchen wurde erstmals 1536 erwähnt. Der Name des Ortes über Jahrhunderte unterschiedlich mit Gackul (1536), Gaukel (1543), Jekell (1565), Jackel (1575), Jäckel (1666), Jackelgen (1696) oder Jäckelgen (1841) geschrieben. Die Art der Benennung des Ortsnamens ist ungeklärt. Vermutlich könnte es auf ein hölzernes Gebäude oder Gebäudeteil hindeuten, wie Giebeljoch, Giebelpfosten, Holzstock, Mantelstock.
Im Schatzungsregister von 1536 wird im Amt Bilstein, Bauerschaft Niddern Hylden, ein Gobell uff dem Gackull mit einer Abgabe von 2 ort (½ Goldgulden) und ein Heynman uff dem Gackull mit 5 ort genannt. Im Register von 1565 hatten Gobbels Kinder uff der Jeckell 2½ Goldgulden Steuern zu zahlen.
Am 22. Februar 1556 verkaufte der Attendorner Bürgermeister Markus in dem Winkel und seine Frau Anna eine Rente aus ihrem Hof Rauterkusen an Hans op dem Jackel im Kirchspiel Helden. Im Jahre 1576 wird in einem Pachtvertrag Peter auf dem Jaekel als Zeuge genannt. In Jäckelchen waren auch Adelsfamilien begütert. 1578 verpfändet Heinrich von Heygen seinen Hof auf dem Jäckelchen an Hermann von Neuhoff. 1630 verkauft Wilhelm von Neuhoff zu Ahausen seinen Hof an den Drosten Friedrich von Fürstenberg.
Jäckelchen gehörte bis zum 19. Jahrhundert dem Gericht und Quartal Bilstein des Kurfürstentums Köln an. Ab 1816 war der Ort Teil der Steuergemeinde und des Kirchspiels Helden innerhalb der Landbürgermeisterei Bilstein des Kreises Olpe, 1818 lebten 31 Einwohner im Ort. Der laut der Ortschafts- und Entfernungs-Tabelle des Regierungs-Bezirks Arnsberg als Höfe am Osterloh kategorisierte und Am Jäckelgen genannte Ort besaß 1839 zwei Wohnhäuser und sieben landwirtschaftliche Gebäude. Zu dieser Zeit lebten 24 Einwohner im Ort, allesamt katholischen Bekenntnisses.
Die Gemeinde- und Gutbezirksstatistik der Provinz Westfalen führt 1871 den Ort als Ackergut Jäkelchen mit zwei Wohnhäusern und 17 Einwohnern auf. Das Gemeindelexikon für die Provinz Westfalen gibt 1885 für Jäckelchen ebenfalls eine Zahl von 17 Einwohnern an, die in zwei Wohngebäuden lebten. 1895 besaß der Ort zwei Wohnhäuser mit 16 Einwohnern, 1905 werden zwei Wohnhäuser und 15 Einwohner angegeben. Das Adressbuch von 1929 führt in Jäckelchen folgende Namen „Albus, Drüeke, Gabriel, Kern, Sauer (2) und Wenzel“ auf.
Der Landwirt Johann Gabriel erhielt im Jahr 1895 die Genehmigung vom Kreis Olpe, in den Sommermonaten eine Schankwirtschaft auf dem Jäckelchen zu betreiben. Auf ihn folgte ab 1941 Heinrich Bork, Ehemann seiner Tochter, als Wirt des Gasthofs „Haus Jäckelchen“. Bis zum Ende des Zweiten Weltkriegs gab es drei Pensionszimmer mit insgesamt fünf Betten. Nach Kriegsende gab es mehrere Pächterwechsel, bis die Gast- und Speisewirtschaft im Jahr 1978 geschlossen wurde.
Am 1. Juli 1969 wurde die Gemeinde Helden aufgelöst und der Bereich um Jäckelchen in die Stadt Attendorn eingemeindet.

## Wallburg
Bei Ausgrabungen einer in Jäckelchen liegenden Wallanlage im Jahre 1952 konnten Scherbenbruchstücke von blau-grauen Kugeltopfwaren des 11. bis 13. Jahrhunderts geborgen werden. Lediglich einige wenige Scherben sind älter und dürften in die vorrömische Eisenzeit gehören. Eine genaue Datierung lassen vorgenannte Funde nicht zu. August Stieren, Vorsitzender der Altertumskommission sowie Albert K. Hömberg haben die Wallburg Jäckelchen zu den nachkarolingisch-ottonischen Burgen des 8. bis 10. Jahrhunderts gerechnet. Die relativ kleine Burganlage und die bisherigen Funde lassen vermuten, dass das Jäckelchen einer jenen befestigten Herrensitze war, die im Mittelalter an vielen Orten entstanden sind. Weitere auswertbare Funde für eine verlässliche Altersbestimmung der Wallburg Jäckelchen fehlen, wobei bereits um 1900 Steinwerkzeuge und Feuersteinfunde vom Jäckelchen bekannt sind.

## Berge
Die Berghänge des Jäckelchen, welches zwischen den beiden Bergkuppen des „Quinhagen“ und des „Osterlöh“ liegt, fallen nach Westen steil zum Repetal ab. Nach Osten bildet eine  Quellmulde direkt unterhalb ein breites Siepen zum Veischedetal. Auf der gegenüberliegenden steil zum Veischedetal abfallenden Bergkuppe des Hofkühlberges liegt die Wallanlage Hofkühl. Der Wanderweg Veischeder Sonnenpfad führt durch Jäckelchen.